# United (Spiel)
United ist die Postspiel-Simulation einer Fußball-Liga. Das Spiel wurde von dem Engländer Alan Parr in den 1970er Jahren erfunden und breitete sich in der Postspiel-Szene rasch aus. Das Spiel ist auch heute noch sehr beliebt, wird aber inzwischen oft über eine Zugabgabe per E-Mail gespielt. Automatische Auswertungsprogramme wie bei Diplomacy gibt es zurzeit nicht, allerdings sehr weit entwickelte Programme, die einen menschlichen Spielleiter unterstützen. Im Januar 2007 gab es in Deutschland über 50 unterschiedliche United-Ligasysteme mit über 1000 Mitspielern. United ist neben Diplomacy und seinen Varianten vermutlich das derzeit meistgespielte Postspiel (wenn man darunter Spiele versteht, die bereits vor der Verbreitung der E-Mail als Postspiel existierten).
Jeder Mitspieler ist der Manager einer Fußballmannschaft. Die Mannschaft besteht dabei aus mindestens 11 Spielern, die im Wesentlichen durch ihre Spielposition (Sturm, Mittelfeld, Verteidigung, Ausputzer, Torwart) und Stärkepunkte gekennzeichnet sind.
Das Spiel läuft in Runden ab, in jeder Runde werden meistens zwei „Spieltage“ simuliert, indem die Mannschaften nach bestimmten Regeln gegeneinander spielen. Da eine Mannschaft auch aus mehr als elf Spielern bestehen kann, ist es Aufgabe der Managers für jeden Spieltag eine Mannschaftsaufstellung abzugeben, wobei die Heimmannschaft noch einige Punkte 'Heimvorteil' bekommt, die beliebig auf die Spieler aufgeteilt werden können. Wie im richtigen Leben auch, kann man die Einsatzhärte seiner Spieler auch verstärken, was allerdings im Gegenzug das Risiko von Gelben oder Roten Karten bzw. Elfmetern erhöht. Abhängig vom Spielergebnis bekommt der Manager dann Stärkepunkte, die er zum Training seiner Mannschaft verwenden kann, und Einnahmen, die er zum Kauf von Spielern verwenden kann. Am Ende jeder Runde findet der Spielermarkt statt, dort kann man Spieler kaufen, verkaufen oder untereinander beliebig handeln.
Gespielt wird in Saisons, so dass innerhalb einer Saison jede Mannschaft gegen jede andere zweimal gespielt hat. Die Ligen umfassen in der Regel nur zwölf Mannschaften, so dass eine Saison nach elf Runden beendet ist. Das entspricht bei vierwöchentlichem Rhythmus einem knappen Jahr. Ein weiterer Unterschied zum realen Fußball ist, dass die früher im deutschen Fußball gängige Regel angewandt wird, wonach es für einen Sieg zwei Punkte gibt. Der Grund dafür ist, dass die Spielbalance sonst gestört würde, weil die Strategie „Stürmen“ gegenüber den anderen Strategien einen höheren Punkt-Erwartungswert hätte.
Ziel jedes Managers ist es, am Ende einer Saison Meister zu sein oder in die nächsthöhere Liga aufzusteigen.
United-Ligen findet man in vielen PBM-Zines, je nach Gusto des Spielleiters werden die einzelnen Spiele dabei nicht nur mit ihrem Ergebnis präsentiert, sondern es gibt auch oft eine Art Kurzreportage über das jeweilige Spiel.